# Bielorussita-(Ce)
La bielorussita-(Ce) és un mineral de la classe dels silicats, que pertany al grup de la joaquinita. Rep el nom de la seva localitat tipus, que es troba a Belarús.

## Característiques
La bielorussita-(Ce) és un silicat de fórmula química NaBa₂Ce₂Mn²⁺Ti₂Si₈O₂₆(F,OH)(H₂O). La seva duresa a l'escala de Mohs es troba entre 5,5 i 6.
Segons la classificació de Nickel-Strunz, la bielorussita-(Ce) pertany a «09.CE - Ciclosilicats amb enllaços senzills de 4 [Si₄O₁₂]8- (vierer-Einfachringe), sense anions complexos aïllats» juntament amb els següents minerals: papagoïta, verplanckita, baotita, nagashimalita, taramel·lita, titantaramel·lita, barioortojoaquinita, joaquinita-(Ce), ortojoaquinita-(Ce), estronciojoaquinita, estroncioortojoaquinita, ortojoaquinita-(La), labuntsovita-Mn, nenadkevichita, lemmleinita-K, korobitsynita, kuzmenkoïta-Mn, vuoriyarvita-K, tsepinita-Na, karupmøllerita-Ca, labuntsovita-Mg, labuntsovita-Fe, lemmleinita-Ba, gjerdingenita-Fe, neskevaaraïta-Fe, tsepinita-K, paratsepinita-Ba, tsepinita-Ca, alsakharovita-Zn, gjerdingenita-Mn, lepkhenelmita-Zn, tsepinita-Sr, paratsepinita-Na, paralabuntsovita-Mg, gjerdingenita-Ca, gjerdingenita-Na, gutkovaïta-Mn, kuzmenkoïta-Zn, organovaïta-Mn, organovaïta-Zn, parakuzmenkoïta-Fe, burovaïta-Ca, komarovita i natrokomarovita.

## Formació i jaciments
Va ser descoberta al dipòsit de beril·li i terres rares de Diabazovoye, a Zhitkovitschskii (Província de Hòmiel, Belarús). Es tracta de l'únic indret de tot el planeta on ha estat descrita aquesta espècie mineral.